# Osmose Productions
Osmose Productions ist ein französisches Independent-Label.

## Geschichte
Das Label wurde 1991 von dem 23-jährigen Sozialarbeiter Hervé Herbaut gemeinsam mit seiner damaligen Lebensgefährtin gegründet. Der Name des Labels soll in Anlehnung an den Begriff Osmose zum Ausdruck bringen, dass das Label in voller Harmonie mit der Musik arbeitet. Die erste Veröffentlichung des Labels war Worship Him von der Schweizer Band Samael in einer Auflage von 1.000 Stück. In den ersten Jahren arbeitete Herbaut hauptberuflich als Sozialarbeiter, bis er sechs Jahre nach Gründung das Label zum Hauptberuf machte.
Im Jahr 1993 konnte Herbaut die finnische Black-Metal-Band Impaled Nazarene an das Label binden, was er als einen der Meilensteine in der Unternehmensgeschichte bezeichnet. Anfang 2001 unterschrieben Osmose und SPV einen Vertriebsvertrag, infolge dessen der komplette Katalog des Labels in Nordamerika erhältlich war. Seit Mitte der 2000er Jahre versucht das Label verstärkt, auch Bands außerhalb des Black Metal unter Vertrag zu nehmen.
2011 kündigte Osmose Productions an, die LP-Version des Albums The Voice of Steel beziehungsweise Голос Сталі der ukrainischen NSBM-/Pagan-Metal-Band Nokturnal Mortum zu veröffentlichen und 2012 auch die übrigen Veröffentlichungen auf Vinyl neu aufzulegen. Laut Sturmglanz Black Metal Manufaktur „machte Labelchef und Gründer Hervé Herbaut klar, dass ihm die Zusammenarbeit mit guten Black Metal Bands [sic.] wichtiger ist, als irgendwelche Befindlichkeiten gewisser deutscher Metal-Zeitschriften“.

## Bands
Eine Auswahl der Bands, die bei Osmose unter Vertrag stehen oder standen:
- Angelcorpse
- Benighted
- Dark Tranquillity
- Elysian Blaze
- Enslaved
- Immortal
- Impaled Nazarene
- Marduk
- Melechesh
- Mystifier
- Mor Dagor
- Necromantia
- Nokturnal Mortum
- Pan.Thy.Monium
- Rotting Christ
- Sadistik Exekution
- Samael
- Sigh
- Shining
- Tsatthoggua